# ريتيني (بيريا)
ريتيني (Ρητίνη) هي مدينة في بيريا في مقاطعة فوريا إلادا في اليونان.